# 俞本 (永樂進士)
俞本（14世紀—15世紀），字立初，南直隸松江府華亭縣人，明朝政治人物。

## 生平
俞本是永樂十八年（1420年）庚子科應天鄉試舉人，二十二年（1424年）甲辰科進士。授大理寺評事，正統二年（1437年）擢行在福建道監察御史，六年（1441年）親喪服闋後復職，改江西道監察御史，十二年（1447年）在大臣薦舉下出為山東按察司副使，景泰三年（1452年）陞山西按察使，風紀凜然，貪官望風辭官，然而他卻在天順元年（1457年）被指操行不端遭勒令冠帶閒住。

## 引用
1. 1 2  光緒《重修華亭縣志·卷十七·人物六》：俞本 字立初，永樂二十二年進士，景泰中由御史任山東【山西】按察使，風紀凜然稱一時之冠，並宋府志。
2. ↑  光緒《重修華亭縣志·卷十二·人物一》：進士……明……（永樂）二十二年甲辰科 邢寬榜……俞本 見備考……舉人……明……（永樂）十八年庚子科 劉鉉榜……俞本 見進士……以上縣學
3. ↑  《明英宗睿皇帝實錄·卷三十四》：（正統二年九月）戊戌擢都察院檢校葛崇、大理寺評事俞本、推官梁輯、判官向侃、知縣方冊為監察御史，以理刑考稱也。
4. ↑  《明英宗睿皇帝實錄·卷八十一》：（正統六年七月壬子）復除監察御史俞本、吳瑜於行在福建等道，以親喪服闋故也。
5. ↑  《明英宗睿皇帝實錄·卷一百十五》：（正統九年四月乙酉）江西道監察御史俞本等言三事……
6. ↑  《明英宗睿皇帝實錄·卷一百五十二》：（正統十二年四月己亥）陞郎中張琛為福建左布政使，寺副陳安為陝西右參議，府同知趙紳為山西右參議專管柴炭，御史張文昌為江西按察使，俞本為山東副使，郎中蕭晅為雲南副使，御史張文為山東僉事，羅經為浙江僉事，給事中高旭為江西僉事提調學校，俱以在廷大臣薦舉也。
7. ↑  《明英宗睿皇帝實錄·卷二百二十二·廢帝郕戾王附錄第四十》：（景泰三年十月）戊申陞山東按察司副使俞本為山西按察使。
8. ↑  嘉慶《松江府志·卷五十一·古今人傳三》：俞本，字立初，華亭人，永樂二十二年進士，景泰中由御史任山東【山西】按察使，墨吏望風解印綬去，才賢爭自濯磨，無敢為非法，風紀凜然稱一時之冠。 陳志賢達
9. ↑  《明英宗睿皇帝實錄·卷二百七十七》：（天順元年四月丙午）命……貴州等按察司按察使張海、俞本……俱冠帶閒住……亮、希性、本、鍇、鎰五員俱操行不端……故有是命。